# Distretto di Nishiusuki
Il distretto di Nishiusuki (西臼杵郡, Nishiusuki-gun?) è uno dei distretti della prefettura di Miyazaki, in Giappone.
Attualmente fanno parte del distretto i comuni di Gokase, Hinokage e Takachiho.
| Controllo di autorità | VIAF (EN) 257268169 · NDL (EN, JA) 00638504 |